# Parornix loricata
Parornix loricata là một loài bướm đêm thuộc họ Gracillariidae. Nó được tìm thấy ở Ý.